# 平井希昌
平井 希昌（ひらい きしょう、1839年3月12日（天保10年1月27日） - 1896年（明治29年）2月12日）は、幕末の長崎奉行所役人、唐通事、明治初期の官僚、外交官。通称は義十郎。号は東皐(とうこう)。
教育者として幕府の長崎英語稽古所頭取、済美館学頭・英語教授を務めた。明治維新後は長崎裁判所通弁役頭取、清国派遣特命全権大使副島種臣附属随員、内閣賞勲局主事、米国派遺弁理公使を務めるなど活躍した。

## 人物・経歴
1839年3月12日（天保10年1月27日）、長崎出島組頭森家第七代森永年の長男として長崎の興善町で生まれる。幼名は彦吉、永昌。幼い頃より中国語、英語、フランス語等に秀でていた。
1852年（嘉永5年）8月、14歳の時、唐通事平井家第九代雅高（作一郎）の養子となり、通事見習となる。後に平井家第八代考三郎（昌成）の娘、斐子を妻に迎え、名も平井義十郎と称する。
1856年（安政3年）3月、養父作一郎お役御免（作一郎は、前年11月に死去）と同時に、作一郎の跡を相続し平井家10代目となり、稽古通事見習から稽古通事になる。
1858年（安政5年10月）にロシア・オランダ両国の通商条約文の翻訳を仰せつかると、1859年1月（安政5年12月）、幕府の長崎奉行・岡部長常から英語修学のため長崎新地前英人止宿所へ赴くように命じられ、英国船に乗組の中国人から英語を学ぶ。この時英語修学を命じられたのは、平井義十郎、何礼之助、游龍彦三郎、彭城大次郎、太田源三郎の唐通詞の同僚5名であった。平井義十郎と何礼之助は成績優秀として表彰された。さらに、翌月の1859年2月4日（安政6年正月2日）に、長崎停泊中のアメリカ船に赴き、米国人マクゴーワン（Daniel Jerome Macgowan、瑪高温、マゴオン）に英語を学ぶよう命じられ、大通詞の鄭幹輔を筆頭に、游瀧彦三郎、彭城大次郎、太田源三郎、何礼之助、平井義十郎、とその他1名の計7名で学んだ。マクゴーワンが2週間ほど英語を教えた後、同月下旬には船が出航したため、1859年2月25日（安政6年正月23日）に長崎奉行から新たな指示があり、同7名の唐通詞たちは、それ以後は出島に滞在するウォルシュ（Richard James Walsh、ウォルシュ兄弟の3番目の弟）から出島のウォルシュ居宅及び興善町の唐通詞会所で引き続き英語を学ぶこととなった。
1859年（安政6年）5月2日に、米国聖公会の宣教師ジョン・リギンズが来日し、翌月6月末にチャニング・ウィリアムズ（立教大学創設者）が来日すると、彼らが教える立教大学の源流となる私塾で、幕府の公式通詞・唐通詞（8名のうちの1人）として何礼之らとともに6か月間英語を学んだ。ジョン・リギンズの来日に際して、日米修好通商条約が発効するまで家を手に入れる望みがないと諦めて上海に戻った外国人もいるほどであったが、米国長崎領事のジョン・G・ウォルシュ（ウォルシュ兄弟の2番目の弟）のサポートや、さらに英語を学ぶことを望んでいた何礼之や平井義十郎ら唐通詞たちの後押しもあり、リギンズは長崎奉行の手配で住居（崇福寺広徳院）を手に入れることができ、同居するウィリアムズとともに長崎で英学教育を進められたのであった。
同年6月には、稽古通事より小通事末席に昇進した。
1860年（文久元年）、グイド・フルベッキから引き続き幕府の長崎奉行所公式通事として、何礼之、西郷隆盛の従兄弟にあたる大山巌らと英語を学ぶ。同年から、フルベッキに英語を教わる者は、何礼之や平井義十郎らの前年から継続して学ぶ長崎奉行所通詞の3名以外に、諸藩の藩士として英学研究のために長崎を訪れた4名が新たに加わって7名となった。フルベッキは何礼之ら7名に対して、漢文と英文の聖書を与え、それを読んで比較対照させるという指導法を採った。こうした学習法の恩恵により、元々唐通事としての鍛錬してきた何礼之や平井義十郎が、英語力を高め、通訳者、英学者として活躍する基礎を造ったとされる。
1860年（万延元年）9月、小通事助 過人、1861年（文久元年）11月、小通事助に昇進。文久2年に、長崎海軍伝習所新設通弁御用兼務を命ぜられる。同1862年（文久2年）には、製鉄所（長崎製鉄所）通弁御用兼務に任命される。
1863年（文久3年）7月、長崎奉行支配組頭永持亨次郎の立山町にあった官舎内に「英語稽古所」が設置されると、義十郎は、何礼之とともに学頭となる。同月、当時の長崎奉行大久保忠恕、同・服部常純在勤の時に、勤務誠実・勉学優秀であると認められるとともに、幕府老中からの命で国の機密文書の翻訳、外国人との機密事項を取り扱うため、同僚の何礼之とともに通事職の最高位である長崎奉行支配定役格に異例の抜擢を受け、幕府の御家人（地役人（町民）から武士へ）となった。この時、25歳の若さであった。また、長崎英語伝習所のフランス語責任者も務めた。
同年11月、義十郎は御用（幕府が条約を締結した各国に使節を派遣するにあたっての諸調査や諸準備）のため、江戸行きを命ぜられる。
1864年5月、江戸での「御用」を務めて5ヶ月ほどで長崎に帰着する。同年6月、何礼之とともに運上所詰に任命され、お互い一日交替で翻訳業務に携わる。

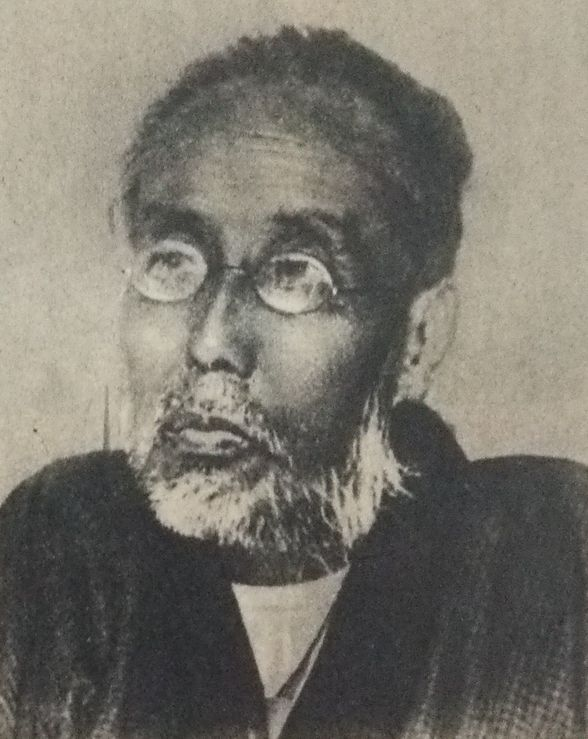
中江兆民

1865年（慶応元年）9月、義十郎は「済美館」学頭（フランス語担当の学頭）となる。済美館は、前述の「英語稽古所」が、後に江戸町に移転して「洋学所」と改称され、その後、大村町に移転して「語学所」（英語・プロシア語・フランス語が教授される）となり、さらに1865年（慶応元年）2月に新町の長州藩旧蔵屋敷（前年・元冶元年、夏の京都における「蛤御門の変」で長州藩が朝敵となり、この蔵屋敷は幕府に没収された）に移され、この年8月に「済美館」と命名されたものであった。

同年1865年（慶應元年）に東洋のルソーといわれる中江兆民が蘭学の師匠である細川潤次郎の推薦で土佐藩留学生として来崎するが、義十郎は済美館でフランス語も教えており、兆民にフランス語を教えた。兆民は、長崎で同郷の坂本龍馬と親交を持った。また、兆民が土佐でオランダ語を学んだ萩原三圭は、義十郎の同僚で同じく済美館学頭の何礼之が1864年（元治元年）に長崎で開いた私塾（何礼之塾）の塾生として名を連ねている。
1867年（慶応3年）、済美館の英語教授に昇進。同年、長崎奉行所の通弁御用頭取となり、外国人との折衝などに当たる。
1868年（明治元年）2月、長崎裁判所が設置され、通弁役頭取となる。『万国公法』を訳す。このウィリアム・マーティン（中国名：丁韙良）の漢訳版に基づく和訳本である『和解万国公法』は、鄭右十郎（のち鄭永寧）と呉碩三郎が共訳し、平井義十郎が校閲を担当した。この訳本は未刊であったともされるが、写本は残っている。
1871年（明治4年）8月、外務省に入省。1872年（明治5年）のマリア・ルス号事件の際には、外務少丞として神奈川県庁に開廷の臨時法廷に陪席。

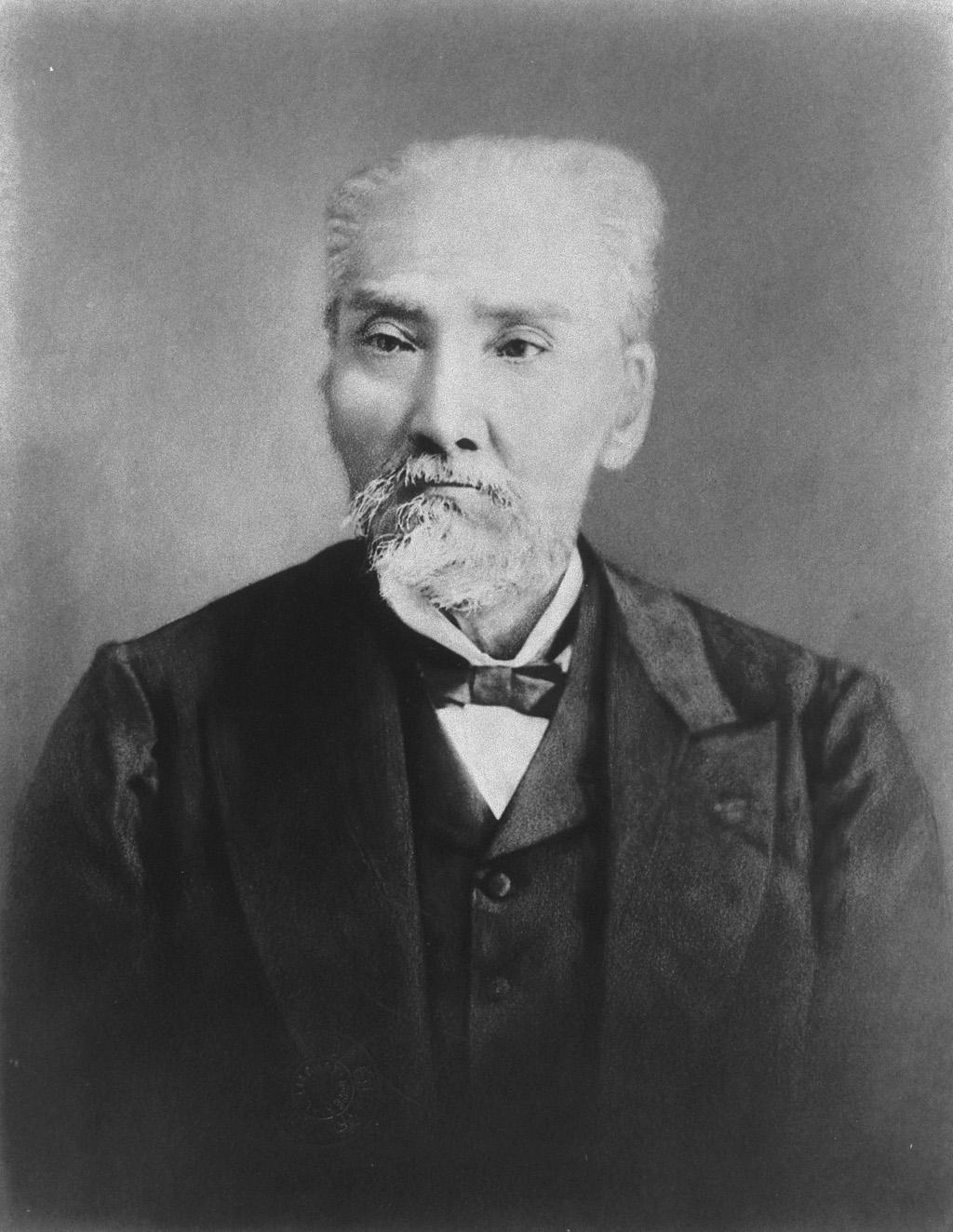
副島種臣

1873年（明治6年）2月、外務卿の副島種臣が、清帝穆宗大婚祝賀および日清修好条規批准書交換のために特命全権大使として渡清した際には、二等書記官として随行し、活躍した。
太政官大書記官を務めた後、1886年（明治19年）3月、賞勲局書記官に任命され、賞勲制度整備に尽力した。
1893年（明治26年）12月に退官し、待命となったが、同時に米国駐在弁理公使に任ぜられ、待命期間中に死去。
平井と同じく長崎時代にチャニング・ウィリアムズの私塾で学んだ副島種臣は、平井希昌を知友と呼ぶ親しい間柄であり、副島は平井希昌の墓所の石碑に篆額（題字）を刻んでいる。また、石碑の撰文は盟友である何礼之が行った。

## 主な著作
- 『理財原論』セシア―ツオル・ラッアム・ペエレエノ著 平井希昌訳 明治9-11年[18]
- 『万国勲章略誌』[2]